# La Revolución Delirante
La Revolución Delirante es un movimiento de profesionales de la Salud Mental fundado en 2011. Está en línea con las acciones de ‘Psiquiatría democrática‘ desarrolladas en Italia, línea que renueva de hecho la reforma psiquiátrica española de 1986.
Últimamente se fundó como Editorial 'La Revolución Delirante'. Su primer libro fue un trabajo de Fernando Colina, Foucaultiana (2019). Luego, han aparecido: Manual de Psicopatología, Laura Martín López-Andrade y Fernando Colina, Manuel Desviat, la reforma psiquiátrica (2020) y Franco Basaglia Conferencias brasileñas (2021).

## Trayectoria
Este movimiento colectivo -La Revolución Delirante-, está constituido por jóvenes profesionales de la Salud Mental, libres de cualquier tipo de conflicto de intereses en todas sus actividades y prácticas clínicas. Fue fundado en 2011 por diversos residentes de psiquiatría y psicología clínica formados en el Hospital Psiquiátrico Dr. Villacián de Valladolid (actualmente Servicio de Psiquiatría del Hospital Río Hortega de Valladolid) que ahora ejercen sus profesiones en distintos puntos de España.
Varios miembros del colectivo se formaron decisivamente en Italia (2009), con el grupo rupturista de psiquiatras de Trieste. En ese sentido son sucesores del cuestionamiento radical del manicomio y de la institución psiquiátrica realizado por el médico Franco Basaglia (1924-1980), el promotor de la promulgación de la Ley 180/1978 (incluida en 833/1978 de Salud Pública), que prohibía en Italia internar a personas en contra de su voluntad, así como de la apertura total del recinto hospitalario. La herencia de Basaglia, desde Gorizia y Trieste, fue definitiva para su propia acción social-hospitalaria, y es un modelo clave para La Revolución Delirante. 
Desde enero de 2013 hasta enero de 2019 una profesional del colectivo coordinó el 'Centro de Intervención Comunitaria', del Servicio de Psiquiatría del Hospital Río Hortega, donde realizaron una labor innovadora con quienes han tenido experiencias divergentes. Esta acción colectiva ha tenido eco ya en la prensa madrileña, así en un reportaje publicado en El País semanal.
A. Elúa y L. Martín pertenecieron a la junta directiva de la Asociación Española de Neuropsiquiatría (AEN), con sede en Madrid y fundada en 1924, para el periodo 2015-2022; y L. Martín era ahí la Directora de la Escuela de Salud Mental.
Además, ya desde 2011, el grupo de La Revolución Delirante —cada vez más extenso— da formación multidisciplinar de los nuevos profesionales de la Salud Mental mediante jornadas anuales y seminarios de todo tipo, con participación y repercusión nacionales. Destacan el "Curso de Psicopatología e Intervención Comunitaria", en colaboración con el Colegio de Médicos de Valladolid (abril-junio de 2013), y ciertos Seminarios de Psicopatología, como "Estructuras clínicas y de personalidad", de Barcelona (junio de 2013), o sobre todo la formación propia el "Curso de Psicopatología Clínica e Intervención Comunitaria", que comienza en el año 2015 y se mantiene actualmente con seminarios anuales.

## Ideas centrales
La Revolución Delirante fomenta una "lucha social" intrainstitucional por restablecer la libertad de personas con experiencias divergentes, legitimando sus experiencias y denunciando las violencias psiquiátricas. Puesto que se necesita para ello un trabajo y una aceptación colectivos, proporciona una formación rigurosa, abierta e independiente de los profesionales en salud mental. Por ello ha merecido el Premio de la Fundación Intras, en 2015, creada para la investigación y desarrollo en el área de salud mental.
Como Basaglia, el grupo de La Revolución Delirante rehúye el modelo biomédico y sigue el modelo psicopatológico, en “defensa de la emancipación de la locura”: de hecho, propone utilizar la idea de "locura" —con un carácter público y natural— frente a "enfermedad mental", que es estigmatizador. El movimiento pretende implicar a todas las ramas de estudio o de trabajo para promover un cambio clínico y político respecto al malestar psíquico,  alejado de la fórmula fundacional de la Psiquiatría según la cual «el que sufre, funciona mal, luego debe ser controlado». En este orden de cosas, denuncia la inconsistencia de los diagnósticos psiquiátricos, el conflicto de interés permanente de la disciplina con la industria farmacéutica, las prácticas violentas ligadas a los llamados «tratamientos» y los sistemas de cronificación actuales basados en la Ley de dependencia y los 'terricomios' (los nuevos manicomios). Para ello, llama a sostener la contradicción basagliana en las prácticas asistenciales y provocar un cambio social a través de sus profesiones. Promulga un trato que sustituya a los tratamientos y anima a llevar a cabo intervenciones cuando las personas superen «su propia línea de sufrimiento», no cuando la sociedad llame a que sean apartados y controlados con psicofármacos.
Sus actividades cuentan con la participación tanto de profesionales, como de psiquiatrizados y familiares, y todo tipo de personas inquietas socialmente o abiertas culturalmente. El grupo, que ha logrado reunir a cientos de personas en los encuentros anuales, no nació con vocación asociativa, sino que cumplió con este trámite legal por cuestiones prácticas: lo que le intenta es suministrar una información que incumba a toda la sociedad. 
Organiza sucesivos eventos culturales para acercar entre sí la locura y la comunidad. La Revolución Delirante procura, en suma, que se amplíe la conciencia de uno mismo, rompiendo con la pasiva aceptación de la llamada "enfermedad mental". Precisamente esa apertura se percibe en sus actividades culturales, por ejemplo las realizadas de continuo con el Museo Nacional de Escultura, además de las otras reuniones y presentaciones públicas.

## Más allá de la Reforma Psiquiátrica de los ochenta
La reforma psiquiátrica de los ochenta se plasmó en la Ley General de Sanidad 4/1986, que significó la progresiva conversión de los manicomios en centros de rehabilitación, y finalmente su cierre e integración del personal en servicios hospitalarios de Salud Mental. Uno de tantas reconversiones se realizó en el secular Hospital Psiquiátrico vallisoletano dirigido por Fernando Colina, hasta su desaparición: este médico, reactivador de la Asociación Española de Neuropsiquiatría (AEN) y maestro de varias generaciones, ha marcado al colectivo con su enseñanza, apoya a los nuevos profesionales.
Basada en un modelo asistencial comunitario, claramente influenciado por la acción reformista basagliana -aún vigente en Trieste-, La Revolución Delirante quiere reformular políticamente la Reforma Psiquiátrica española, llevada a cabo en la década de los 80, y paralizada en los últimos lustros sl caer en el modelo hegemónico biomédico y los paradigmas de la rehabilitación, para lo que se propone tres objetivos que constituyen el eje principal de su actividad crítica de la Psiquiatría contemporánea: 1) Crear espacios de encuentro clínicos abiertos a todos, que fomenten el debate y el cuestionamiento del modelo actual de la Salud Mental. 2) Potenciar la formación en psicopatología crítica y favorecer la visión más humanista y subjetiva de la persona con experiencias divergentes. 3) Acercar la locura y la Salud Mental a la comunidad para su mutua interacción.
Véase ahora: Manual de Psicopatología, AEN, 2018, de Laura Martín López-Andrade con Fernando Colina. Varias ediciones.

## Cursos propios
El «Curso de Psicopatología Clínica e Intervención Comunitaria» lleva siendo impartido por Fernando Colina y Laura Martín desde el año 2015. Cuenta con una edición básica que se ha desarrollado en Madrid (2015–2016); Madrid (2016–2017); Valencia (2017, en colaboración con la AEN–Profesionales de la Salud Mental del País Valencià); Barcelona (2017–2018, en colaboración con la AEN–Profesionales de la Salud Mental Catalana); Madrid (2018); Barcelona (2019, en colaboración con la AEN-Profesionales de la Salud Mental Catalana); Málaga (2019-2021, interrumpido durante unos meses por la pandemia de CoVid19); Barcelona (2021). La versión avanzada de este Curso –edición ampliada– se ha impartido en Málaga (2021-2022) y actualmente continúa en Barcelona (2022).

### Redes sociales
La Revolución Delirante en YouTube.
- La Revolución Delirante en X (antes Twitter)
- La Revolución Delirante en Facebook
- La Revolución Delirante en Instagram

- Datos: Q24940732